# VK Bečej
El Vaterpolo klub Bečej (VK Bečej), es un club serbio de waterpolo en la ciudad de Bečej.

## Historia
En 2002 sufrió una crisis económica por lo que dejó de estar en la élite del waterpolo.
Entre los jugadores destacados que han jugado en sus filas está Aleksandar Šapić.

## Palmarés
- 1 vez campeón de la Copa de Europa de waterpolo masculino (2000)
- 6 veces campeón de la Liga de Serbia y Montenegro de waterpolo masculino (1996-2001)